# Duncan Black Macdonald
Duncan Black MacDonald (9 avril 1863 - 6 septembre 1943) était un orientaliste américain, considéré comme un « pionnier des études arabes et islamiques aux États-Unis ». Il a été salué par Hamza Yusuf comme un « grand érudit islamique ».
Il a réalisé un travail important sur la magie et la superstition arabes, ainsi que sur les relations entre musulmans et chrétiens. Le Centre Macdonald pour l'étude de l'islam et des relations entre chrétiens et musulmans au séminaire théologique de Hartford, aux États-Unis, porte son nom.

## Lectures complémentaires
- Bijlefeld, Washington. « Un siècle d'études arabes et islamiques au séminaire de Hartford. » [En anglais]. Monde musulman 83/2 (1993 : 103-17.
- Robert Irwin (écrivain). Les Mille et Une Nuits : Un compagnon . Londres : Allen Lane, 1994. Pages 52-58.
- Robert Irwin. Pour le désir de savoir . Londres : Allen Lane, 2006. Page 214.
- David A Kerr, « Macdonald, Duncan Black », dans Dictionnaire biographique des missions chrétiennes, éd. Gerald H. Anderson, New York : Macmillan Reference USA, 1998, p. 421.
- Jean-Jacques Waardenburg. L'Islam dans le Miroir de l'Occident . [en français] Paris : Mouton & Cie, 1963. pp.132-135; sections II, III. B.4; III. C.4.